# K'Store
K'Store, puis Galerie casino K'Store est le nom d'un centre commercial situé au No 26 du cours Berriat à Grenoble. Modeste par sa taille et n'abritant que quelques boutiques et quatre grandes enseignes commerciales, il est situé dans un immeuble du quartier Berriat, non loin du centre-ville et de la Gare de Grenoble. 
La notoriété locale du bâtiment abritant le centre est due à son architecture et à son histoire, car celui-ci possède une façade de style « paquebot », typique de l'architecture de l'entre-deux-guerres et il hébergea, durant la Seconde Guerre mondiale, le siège de la Gestapo locale.

## Présentation
Le centre commercial K'Store (devenu[Quand ?] « galerie Casino K'Store ») présente l'originalité de posséder un parking en étage et compte trois entrées, dont une sur le cours Berriat, une grande artère grenobloise. 
Ce centre présente dans son unique galerie, située de plain-pied, plusieurs grandes surfaces spécialisées dans la distribution, ainsi que quelques commerces indépendants de vêtements et de souvenirs.
Le centre héberge également une brasserie (faisant référence au nom du centre commercial : le « K »), un salon de coiffure, une salle de fitness mixte, située à l'étage, ainsi qu'un supermarché d'une chaîne de grande distribution, situé en sous-sol.
La majorité des commerçants de ce centre participe à la grande braderie annuelle du cours Berriat, généralement organisée le 1er dimanche d'octobre, manifestation commerciale qui a fêté son quarantième anniversaire en 2016.

## Situation
Ce complexe commercial, de taille modeste, est très proche du centre ville de Grenoble, du cours Jean-Jaurès et de la gare SNCF sur l'axe n°1 du réseau express vélo Chronovélo, mis en place par la ville de Grenoble et la métropole.

## Histoire du bâtiment

### Années 1930
Le centre commercial est situé dans un immeuble dont la façade est de style « paquebot », construit juste avant la Seconde Guerre mondiale.
Durant les premières années, le rez-de-chaussée de l'immeuble accueillait un garage de la marque Citroën. Pionnier des concessions automobiles, cette société installait dans les années 1930 à 1950 au pied d'immeubles mixtes et d'avant-garde des espaces d'exposition de luxe.

### La Seconde Guerre mondiale

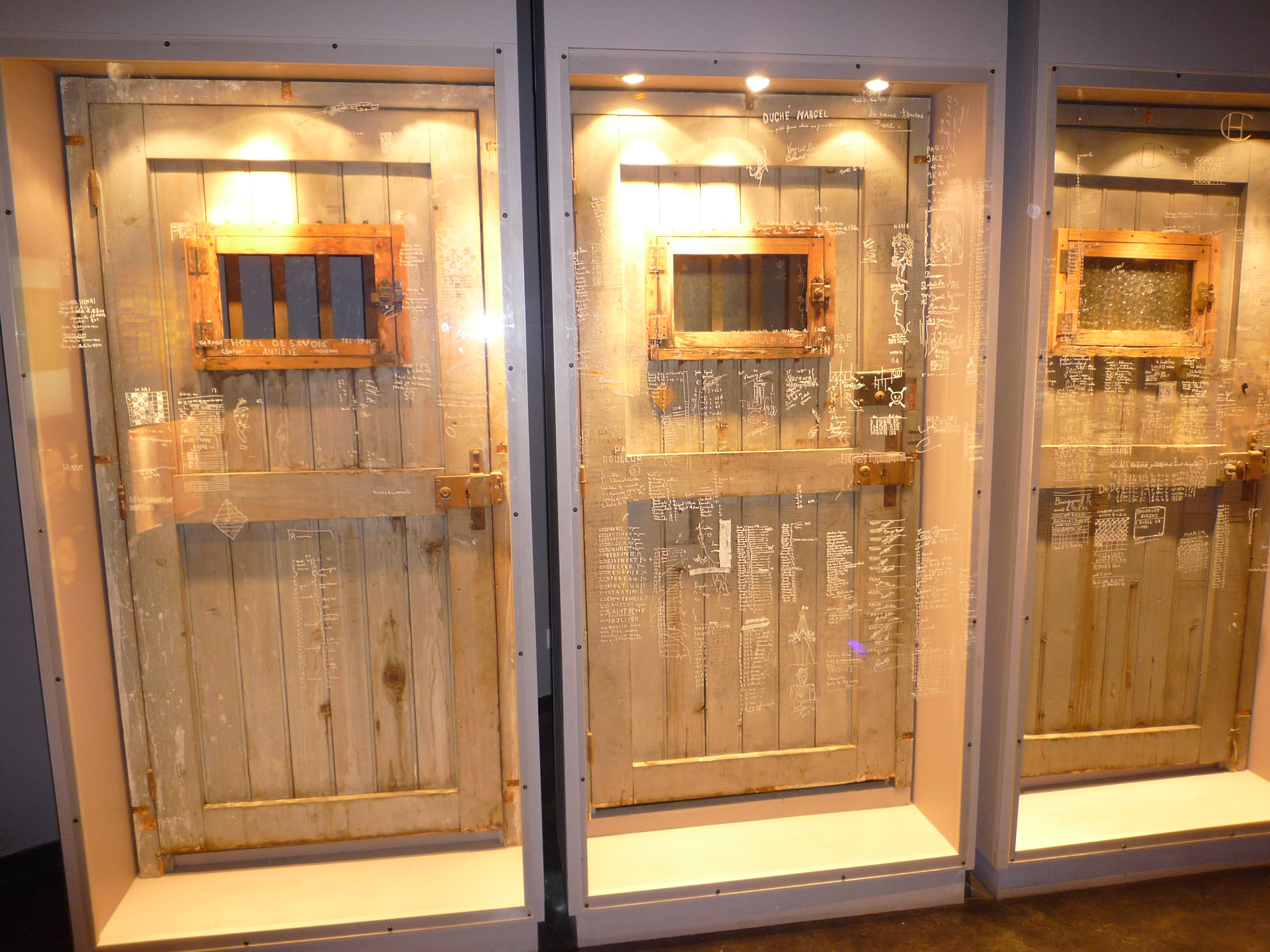
Portes des cellules de la Gestapo du 28 cours Berriat, exposées au musée de la Résistance et de la Déportation.

L'immeuble qui abrite l'actuel centre commercial, soit les 26 et 28 cours Berriat, est le même édifice qui hébergea le premier siège de la Gestapo de Grenoble et de la région, à partir de sa réquisition le 29 septembre 1943. Des « chambres d'angoisse » et des « salons de torture » y furent aménagés. 
Ce fut l'un des principaux lieux où furent organisés les événements dénommés ensuite « Saint-Barthélemy grenobloise », série d'arrestations et d'assassinats de responsables de la résistance grenobloise par les forces d'occupation, avant que l'organe de répression nazi ne déménage pour un immeuble plus vaste situé au 57, boulevard Gambetta (alors dénommé boulevard Maréchal-Pétain), en avril 1944. 
Une plaque apposée sur la façade du centre (près de l'entrée du 26) commémore les dix-neuf victimes de la Gestapo, dont le docteur Gaston Valois, médecin et homme politique dauphinois, organisateur de la fusion des différents courants non-communistes de la résistance locale. 
Les portes de trois cellules aménagées dans le sous-sol de l'immeuble, chargées des inscriptions laissées par les résistants emprisonnés, ont été conservées et sont exposées au musée de la Résistance et de la Déportation de l'Isère à Grenoble.

### Les Trente glorieuses
Ce centre commercial, le plus ancien mais aussi le plus petit des centres commerciaux de Grenoble, a été ouvert en 1971.
K'Store est resté longtemps le seul centre commercial du centre-ville de Grenoble après la fermeture des « Trois Dauphins » et avant l'ouverture du centre commercial de la caserne de Bonne, le 15 septembre 2010. Durant la même période, le centre commercial subit une importante inondation.

## Fait divers
Un étudiant de 26 ans fut tué à coups de couteau par un forcené, patient en fugue d'un hôpital psychiatrique juste devant son entrée principale le 12 novembre 2008, au niveau de la croissanterie. Le forcené, déclaré ensuite irresponsable, fut maîtrisé par un vigile du centre commercial.
Cet événement tragique fut à l'origine d'une polémique entre le président de la République de l'époque, Nicolas Sarkozy, et le corps médical psychiatrique français. L'équipe médicale du schizophrène a été mise en cause par la justice.